# Halowe Mistrzostwa Świata w Lekkoatletyce 2001 – skok w dal kobiet
Skok w dal kobiet – jedna z konkurencji rozgrywanych podczas halowych mistrzostw świata w lekkoatletyce w 2001, zmagania w niej odbyły się 10 marca.
Do konkursu zgłoszonych zostało 11 zawodniczek z 10 państw.
Zawody w tej konkurencji wygrała reprezentantka Stanów Zjednoczonych Dawn Burrell. Drugą pozycję zajęła zawodniczka z Rosji Tatjana Kotowa, trzecią zaś reprezentująca Hiszpanię Niurka Montalvo.

## Wyniki
| Miejsce | Zawodniczka        | Państwo           | Podejście | Podejście | Podejście | Podejście | Podejście | Podejście | Wynik | Uwagi |
| Miejsce | Zawodniczka        | Państwo           | #1        | #2        | #3        | #4        | #5        | #6        | Wynik | Uwagi |
| ------- | ------------------ | ----------------- | --------- | --------- | --------- | --------- | --------- | --------- | ----- | ----- |
| 01 !    | Dawn Burrell       | Stany Zjednoczone | 6,67      | 6,83      | 6,08      | 6,69      | X         | 7,03      | 7,03  | WL    |
| 02 !    | Tatjana Kotowa     | Rosja             | 6,83      | 6,88      | 6,88      | 6,94      | 6,98      | X         | 6,98  | SB    |
| 03 !    | Niurka Montalvo    | Hiszpania         | 6,76      | X         | 6,71      | 6,85      | 6,69      | 6,88      | 6,88  | NR    |
| 4.      | Fiona May          | Włochy            | 6,87      | 6,65      | 6,72      | X         | 6,62      | 6,52      | 6,87  |       |
| 5.      | Heike Drechsler    | Niemcy            | 6,60      | X         | X         | X         | 6,75      | X         | 6,75  | SB    |
| 6.      | Ludmiła Gałkina    | Rosja             | 6,49      | 6,33      | 6,57      | 6,62      | 6,68      | 6,71      | 6,71  |       |
| 7.      | Guan Yingnan       | Chiny             | 6,30      | X         | 6,59      | 6,37      | 6,51      | X         | 6,59  |       |
| 8.      | Valentīna Gotovska | Łotwa             | 6,34      | X         | 6,46      | 6,25      | X         | 6,28      | 6,46  |       |
| 9.      | Maurren Maggi      | Brazylia          | 6,24      | 6,38      | X         | NQ        | NQ        | NQ        | 6,38  |       |
| 10.     | Marta Godinho      | Portugalia        | 6,35      | 6,21      | X         | NQ        | NQ        | NQ        | 6,35  |       |
| 11.     | Ołena Szechowcowa  | Ukraina           | 6,32      | 6,32      | X         | NQ        | NQ        | NQ        | 6,32  |       |